# Sonic Labyrinth
Sonic Labyrinth (ソニックラビリンス?, Sonikku Rabirinsu) è un videogioco d'azione e rompicapo sviluppato da Minato Giken e pubblicato da Sega per Game Gear nel 1995. Il gioco vede Sonic the Hedgehog esplorare livelli simili a labirinti da una prospettiva isometrica. Il Dr. Robotnik ha privato Sonic della sua caratteristica velocità, quindi Sonic cammina lentamente ma può rotolare come una palla e sfrecciare attraverso i livelli.
Al momento dell'uscita, l'accoglienza della critica è stata contrastante; molti critici hanno trovato il gioco un'aggiunta unica alla libreria di Sonic, ma difettosa a causa dei controlli contorti e del gameplay ripetitivo. In retrospettiva, ha ricevuto recensioni generalmente negative ed è considerato tra i peggiori giochi di Sonic mai pubblicati. Nonostante ciò, il gioco è stato ripubblicato più volte negli anni successivi.

## Trama
Il Dr. Robotnik, frustrato dal fatto che Sonic continui a sventare i suoi piani per dominare il mondo, elabora nuove idee su come sconfiggere la sua nemesi. Dopo essersi lamentato del fatto che il suo avversario lo sconfigga sempre grazie alla sua velocità, gli viene in mente un piano per assicurarsi la vittoria su Sonic. Nel frattempo, Sonic si sveglia da solo da un pisolino pomeridiano, poiché Tails è partito per un viaggio. Sonic però si sente più pesante del solito, quindi osserva attentamente le sue scarpe e scopre che riportano il marchio del Dr. Robotnik sulla suola. Dopo che il riccio è caduto nella sua trappola, lo scienziato proclama a tutta South Island di essere entrato in possesso degli Smeraldi del Caos.
Senza rendersi conto di aver rivelato i suoi piani, Robotnik si vanta con la sua nemesi di indossare la sua invenzione; degli stivali che lo rallentano nei movimenti, realizzati con l'energia degli Smeraldi del Caos. Il malvagio afferma poi che solo il potere degli smeraldi permetterà a Sonic di togliersi gli stivali. Sonic cerca di raggiungere il Dr. Robotnik, ma si ritrova impossibilitato a correre o a saltare a causa degli stivali. Nel frattempo, la sua nemesi ha costruito una nuova base, conosciuta come Super Labirinto, che minaccia tutta South Island. Nonostante la difficile situazione in cui si trova, il riccio si rifiuta di arrendersi, poiché può ancora utilizzare la sua tecnica Super Spin Dash (super accelerazione rotante). Così, Sonic si dirige verso il Super Labirinto per recuperare gli Smeraldi del Caos.

## Modalità di gioco
Sonic Labyrinth è un gioco d'azione e rompicapo con elementi di flipper. È presentato in una prospettiva isometrica ed è stato paragonato a Marble Madness.
Nella modalità Normal Game, il giocatore controlla Sonic, guidandolo attraverso quattro livelli simili a labirinti, pieni di nemici e ostacoli che intralciano il suo cammino. Ogni livello è diviso in quattro differenti zone, tre regolari e una dedicata a un boss. Alcuni livelli possono presentare baratri che fanno perdere una vita se si cade giù da essi. Sebbene Sonic si muova in modo insolitamente lento, può rotolare come una palla per sfrecciare attraverso le aree, eliminare i nemici ed evitare i pericoli. Questa mossa può essere caricata per aumentare la velocità e i danni inflitti ai nemici. Per completare ciascun livello, Sonic deve raccogliere tre chiavi e portarle alla porta contrassegnata con la scritta "GOAL".
A volte, le chiavi possono essere nascoste all'interno dei nemici. Se il personaggio viene attaccato da un nemico, perde le chiavi e, se non ne possiede nessuna, perderà una vita o del tempo. Se una chiave viene persa, riapparirà nelle vicinanze per un breve lasso di tempo. Se però non vengono recuperate in tempo, torneranno nella loro posizione iniziale. Nei livelli è possibile trovare dei triangoli luminosi che, se toccati, consentono a Sonic di ottenere oggetti che garantiscono temporanea invincibilità, vite extra e altri bonus. Il tempo per completare una zona è limitato e può essere esteso raccogliendo le chiavi. Il gioco è strutturato in quattro zone, ciascuna con tre livelli. Dopo ogni tre livelli, il giocatore parteciperà a un round bonus in cui Sonic rotola su una superficie inclinata, raccogliendo i ring e evitando gli ostacoli. Raccogliendo 100 ring in questo round, il giocatore guadagna una vita extra. Successivamente al round in discesa, si affronterà uno scontro con un boss; una volta sconfitto, Sonic riceverà uno Smeraldo del Caos.
Il gioco include anche un livello bonus chiamato "Bonus Stage", in cui il giocatore deve recuperare l'ultimo Smeraldo del Caos, che permette di raggiungere il finale positivo. Per accedere a questo livello, è necessario trovare un interruttore nella terza area del livello Labyrinth of the Sea, che apre una porta con la scritta "BONUS". In questo livello, il giocatore deve raccogliere lo Smeraldo del Caos entro 30 secondi. Similmente alle battaglie contro i boss, il livello bonus presenta dei ring da raccogliere. Ogni quattro ring raccolti, il giocatore riceve una vita extra. Se il personaggio cade da un burrone o se il tempo a disposizione si esaurisce, il giocatore ritorna a Labyrinth of the Sea. Se il giocatore ottiene il finale negativo dopo aver completato il gioco, apparirà un suggerimento su come accedere al livello bonus.
È disponibile anche una modalità chiamata Time Attack, in cui il giocatore deve completare ciascun livello entro 10 minuti, cercando di ottenere il miglior tempo possibile. Nella modalità Config, il giocatore ha la possibilità di scegliere il numero di vite, ascoltare la colonna sonora del gioco e modificare i comandi a proprio piacimento.

### Zone
- Labyrinth of the Sky (Il labirinto celeste nell'edizione italiana): è un labirinto a tema flipper. Lo schema di colori dello sfondo è viola nella prima zona, verde nella seconda, blu scuro nella terza e di nuovo viola nella quarta.
- Labyrinth of the Sea (Il labirinto marino nell'edizione italiana): è un'area a tema subacqueo. Ciò è evidente dal fatto che sul pavimento, al di fuori dell'area di gioco, si trovano stelle marine, alghe e rocce. Lo schema di colori dello sfondo è azzurro nella prima zona, arancione nella seconda, blu scuro nella terza e di nuovo azzurro nella quarta.
- Labyrinth of the Factory (Il labirinto della fabbrica nell'edizione italiana): è un labirinto industriale con una città dall'aspetto moderno sullo sfondo. Lo schema di colori dello sfondo è viola nella prima zona, arancione nella seconda, blu nella terza e di nuovo viola nella quarta.
- Labyrinth of the Castle (Il labirinto del castello nell'edizione italiana): si svolge all'interno di una fortificazione di pietra, di notte, con la luna piena sospesa nel cielo blu scuro e punteggiato di stelle. Le pareti sono illuminate unicamente da candele bianche. Lo schema di colori dello sfondo è blu scuro nella prima zona, viola nella seconda, arancione e verde nella terza e nuovamente blu scuro nella quarta.

## Sviluppo e pubblicazione
Sonic Labyrinth è stato sviluppato da Minato Giken e pubblicato da Sega. È stato pubblicato in Giappone il 17 novembre 1995 mentre in Nord America e in Europa nel novembre dello stesso anno. Sonic Labyrinth è stato convertito per diverse compilation ed è stato incluso in Sonic Adventure DX: Director's Cut (2003) per GameCube e Windows come sbloccabile assieme agli altri 11 giochi della serie usciti su Game Gear e disponibile dal principio in Sonic Mega Collection Plus 2004 per PlayStation 2, Xbox e Windows. In Sonic Gems Collection (2005) per GameCube e PlayStation 2 è possibile sbloccare nella modalità Museo una demo del gioco che presenta un conto alla rovescia di cinque minuti e che permette di iniziare la partita direttamente dal boss finale, una volta sconfitto quest'ultimo il giocatore potrà continuare la partita fino allo scadere del tempo. Il gioco è stato reso disponibile per il servizio Virtual Console per Nintendo 3DS il 16 maggio 2012 in Giappone. È stato pubblicato in Europa e Australasia il 10 maggio 2012 e in Nord America il 17 giugno 2013. L'uscita in Nord America è avvenuta nell'ambito di una campagna Nintendo per la pubblicazione di giochi a 8 bit sull'eShop del 3DS, a seguito di una carenza di uscite sul servizio di distribuzione. Il gioco non sfrutta la funzionalità stereoscopica 3D della console. È stato incluso anche in Sonic Origins Plus (2023) per PlayStation 4, PlayStation 5, Xbox One, Xbox Series X, Nintendo Switch e Windows.

## Accoglienza
| Testata                            | Giudizio |
| ---------------------------------- | -------- |
| GameRankings (media al 09-12-2019) | 43.33%   |
| AllGame                            | 3.5/5    |
| Electronic Gaming Monthly          | 4.75/10  |
| Famitsū                            | 22/40    |
| GamePro                            | 4.5/5    |
| Joypad                             | 85%      |
| Mean Machines Sega                 | 76%      |
| Mega Fun                           | 59%      |
| Sega Magazin                       | 81%      |
| Nintendo Life                      | 4/10     |
| Official Nintendo Magazine         | 40/100   |

Sonic Labyrinth ha ricevuto recensioni contrastanti dalla critica, per lo più negative. Sull'aggregatore di recensioni GameRankings, il gioco ha un punteggio medio del 43.33%. I recensori hanno criticato il gioco soprattutto a causa della sua lentezza e dei controlli difficili. Diversi recensori hanno trovato difficile controllare Sonic, che rimbalzava selvaggiamente nei vari livelli. Mean Machines Sega ha scritto che "con un po' di pratica si riesce a superare ogni livello, ma ci si chiede come sia stato possibile". Electronic Gaming Monthly (EGM) non ha apprezzato la prospettiva isometrica del gioco, ritenendo che contribuisse a creare problemi nel dirigere Sonic. Inoltre ha criticato il gameplay ripetitivo e noioso e commentando, sottolineando la lentezza dovuta alla mancanza di velocità: "Perché non seguire la stessa formula di Sonic the Hedgehog Spinball, invece di mostrare che Sonic può in qualche modo muoversi a piedi?". GamePro scrisse che lo schermo piccolo rendeva a volte difficile vedere ciò che accadeva. Tuttavia, apprezzò la grafica, così come EGM e Mean Machines Sega, inoltre secondo quest'ultima la grafica richiamava quella di SegaSonic the Hedgehog (1993).
Tuttavia, alcuni recensori hanno valutato positivamente il gioco. Mega Fun ha ritenuto che Sonic Labyrinth presentasse un gameplay innovativo. GamePro e Famitsū hanno entrambi paragonato il gioco a Marble Madness. Sega Magazin ha trovato che il gioco fosse impegnativo con un design sofisticato dei livelli. GamePro lo ha considerato il più interessante tra le recenti aggiunte di Sonic alla libreria del Game Gear. Anche il critico di Joypad concordava su questo aspetto. Il sito web AllGame ha dato al titolo tre stelle e mezzo su cinque, anche se non ha fornito una recensione più approfondita. Un recensore di Mean Machines Sega ha ritenuto che si trattasse di un buon rompicapo da giocare in brevi segmenti e che potesse valere la pena per i fan dei giochi di Sonic, dei flipper o dei rompicapo. Tuttavia, un altro critico della stessa rivista ha ritenuto che il gioco fosse frustrante e ripetitivo. Anche EGM ha trovato che il gioco diventasse ripetitivo dopo pochi livelli e che fosse noioso per i giocatori più esperti, anche se i fan di Sonic avrebbero potuto apprezzarlo. In conclusione, i recensori hanno affermato: "Questo titolo ha cercato di mescolare il gioco standard di Sonic a scorrimento laterale con un inutile titolo di flipper e ha fallito. A sua volta, questo titolo non è all'altezza del gameplay e del divertimento, portando alla noia dopo i primi livelli".
In retrospettiva, l'accoglienza è stata negativa e viene spesso descritto come uno dei peggiori giochi di Sonic. In una recensione in retrospettiva, Nintendo Life ha assegnato al gioco un punteggio di 4 su 10. I critici hanno criticato i controlli, il design illogico dei livello e la natura inizio-fine del gameplay. È stata criticata anche la mancanza di velocità di Sonic quando cammina a piedi, che riteneva sconcertante per un gioco della serie. USgamer l'ha definito "una versione da poveri di Marble Madness, che prende il peggio di quel gioco e il peggio di Sonic e lo stipula in un unico titolo. Assolutamente terribile". Nintendo World Report lo ha definito "una versione demenziale di Sonic 3D: Flickies' Island", tracciandone le similitudini attraverso lo stile isometrico. Official Nintendo Magazine lo ha definito "un gioco terribile con una crisi d'identità" e "uno dei peggiori giochi di Sonic di sempre".